# Gezina Sevensma-Themmen

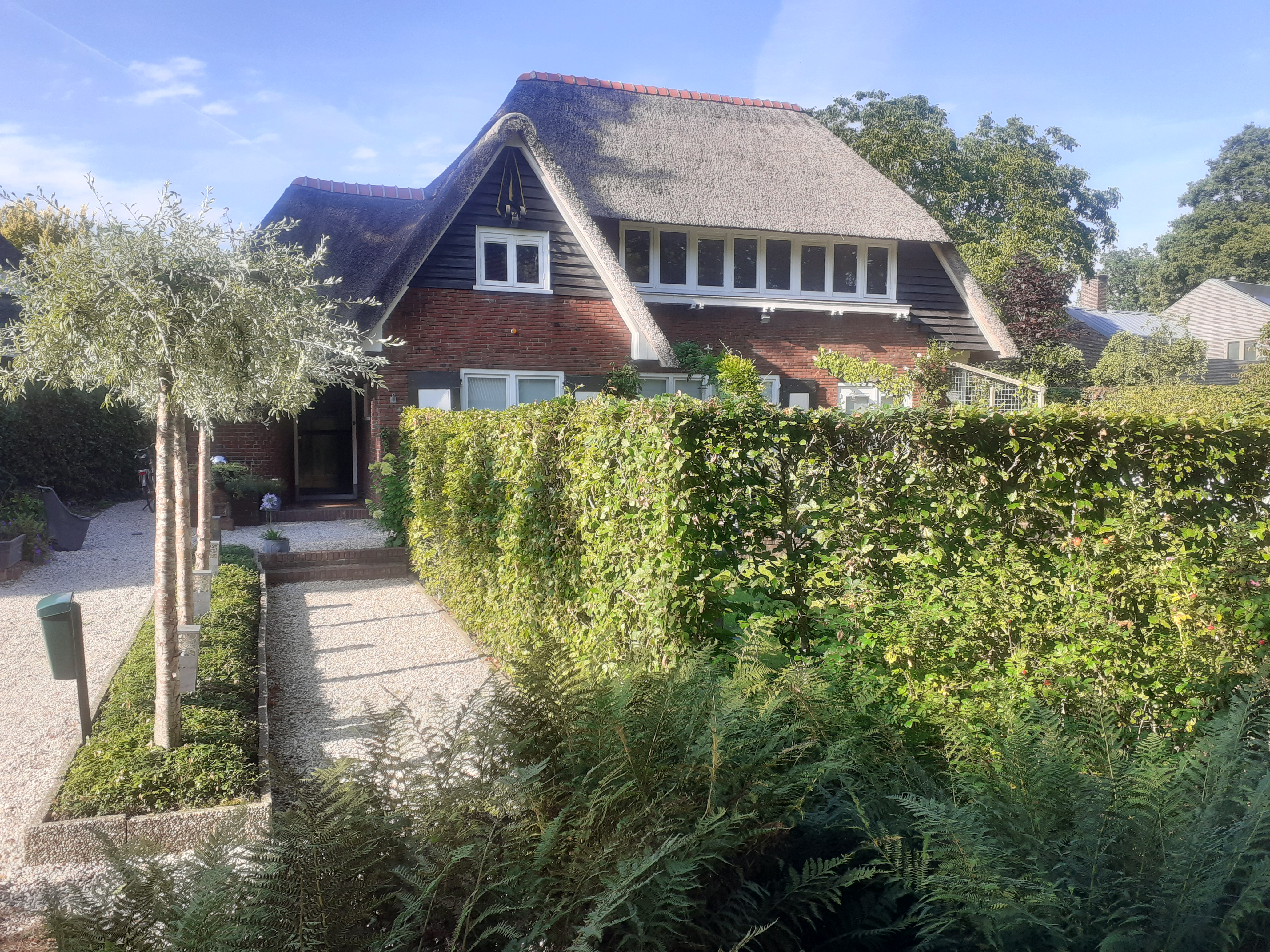
Huis van het echtpaar Sevensma aan de Meentweg te Glimmen.

Gezina (Gé) Sevensma-Themmen (Groningen, 14 augustus 1896 – Apeldoorn, 18 december 1967) was een Nederlandse schrijfster en lerares.

## Levensloop
Gezina Themmen trouwde in de gemeente Groningen op 14 augustus 1924 met Wijbren Sipke Sevensma (1896–1974). Het echtpaar woonde lange tijd in 't Huis ten Brinck te Glimmen. Haar echtgenoot was leraar M.O. tekenen aan het meisjesnijverheidsonderwijs te Groningen. Hij ontwierp het omslag van het boek De andere weg.

## Loopbaan
Gezina Sevensma-Themmen doorliep de Kweekschool met den Bijbel en werd lerares aan de Industrieschool voor Meisjes in Groningen. Zij begon als schrijfster bij het christelijke weekblad De Spiegel. Later ging ze boeken schrijven voor jongeren, vooral meisjes, met een christelijke uitgangspunt. Haar baan als lerares aan meisjes was daarbij een inspiratiebron. haar boeken lagen in alle bibliotheken, boekwinkels en bij de Vereniging ter bevordering van Christelijke Lectuur (VCL). Daarnaast gaf ze lezingen door het hele land. Ook verzorgde zij een literaire rubriek voor NCRV-radio. Zij zat in de redactie van het tijdschrift Kentering.

## Graf
Gezina Sevensma en haar jong overleden zoon zijn in hetzelfde graf begraven op De Eshof te Haren. 

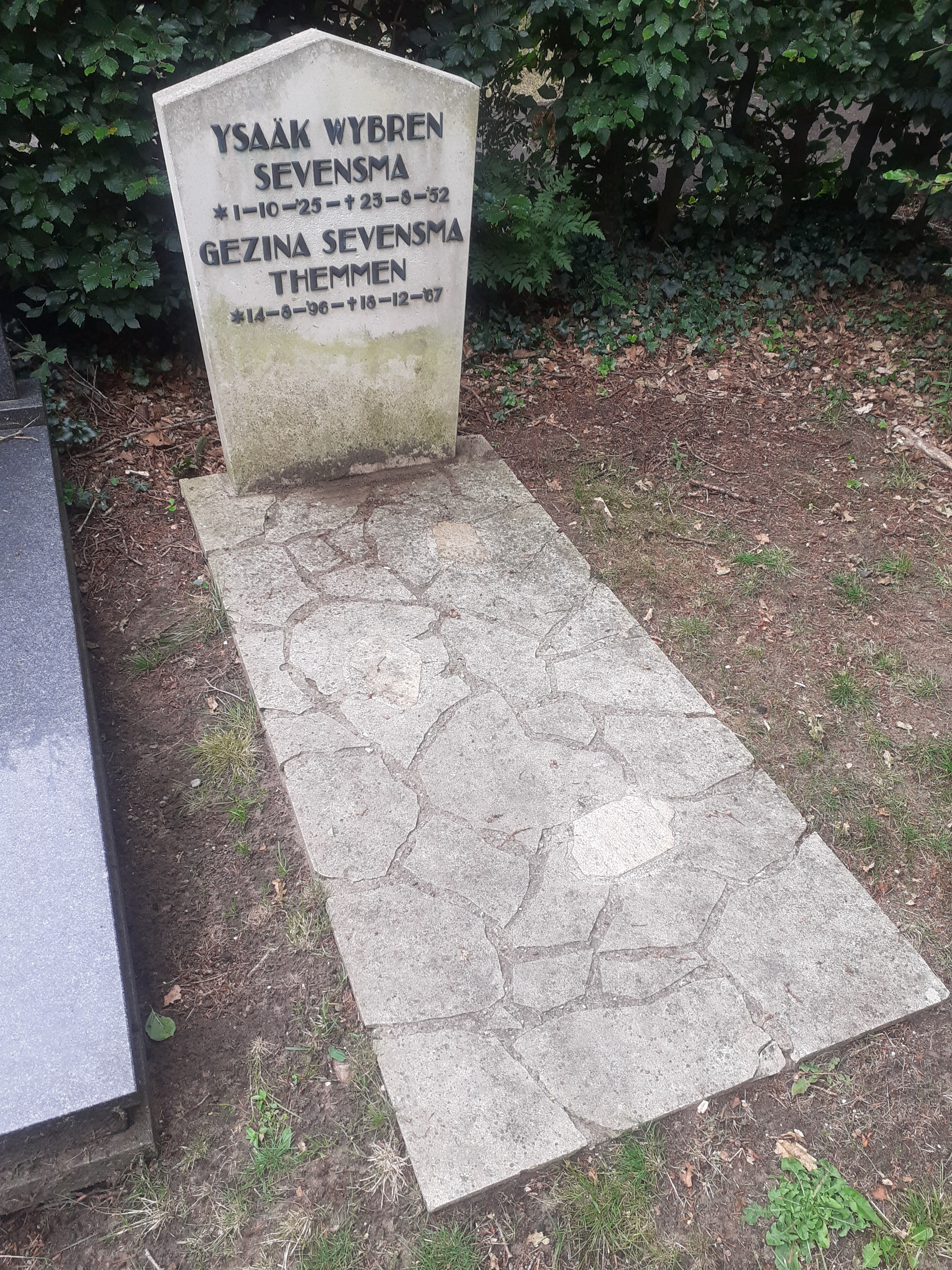
Graf van Gezina en Izaäk Sevensma.